# 马鬃山镇
马鬃山镇，是中华人民共和国甘肃省酒泉市肃北蒙古族自治县下辖的一个乡镇级行政单位。

## 行政区划
马鬃山镇下辖以下地区：
公婆泉村、明水村、云母头村、马鬃山村、音凹峡村和金庙沟村。